# Ônfale

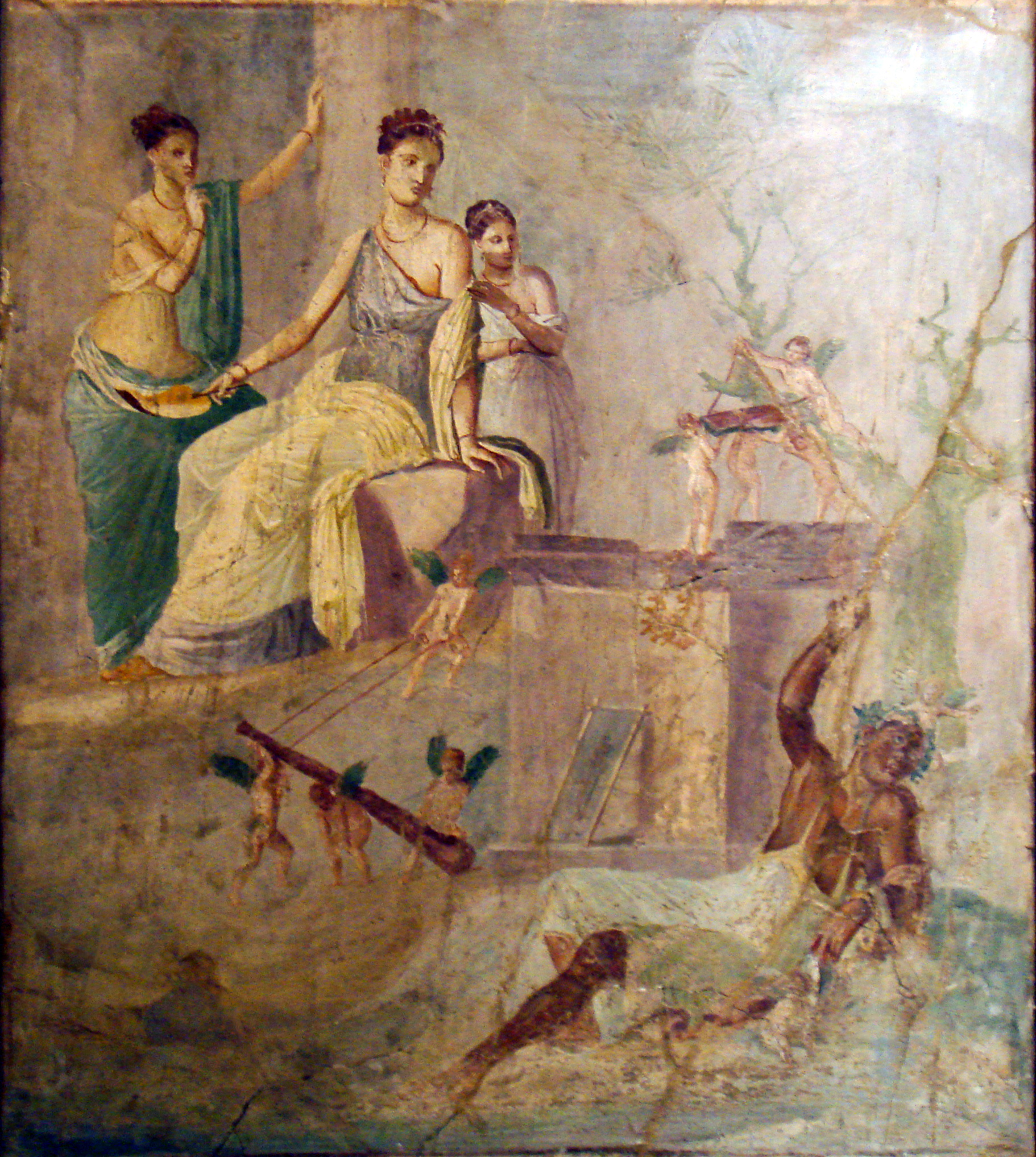
Héracles bêbado e Ônfale, Afresco antigo de Pompéia.

Ônfale, na mitologia grega, era rainha da Lídia. Ela era filha de Iardano e viúva de Tmolo, e passou a governar a Lídia após a morte do marido.
Quando Héracles matou Ífito (em um acesso de loucura), o Oráculo de Delfos mandou que ele fosse vendido como escravo e que o dinheiro fosse dado ao pai dele, Eurito, príncipe da Ecalia, como compensação.
Hermes vendeu Héracles para Ônfale, mas Eurito recusou o dinheiro.
Héracles serviu como escravo durante três anos, e faz vários atos heróicos neste período. A caçada ao javali calidônio ocorreu quando Héracles servia a Ônfale. Héracles e Ônfale tiveram um filho, Agelau, ancestral de Creso. Contaudo, Diodoro Sículo e Ovídio mencionam Lamos e Pausânias traz o nome de Tirseno, que seria filho de Hércules com "a lídia".
Durante o período do cativeiro, Ônfale usou a pele do leão de Hércules, enquanto este trajava suas roupas femininas, fiando o linho aos seus pés. 